# El Crit d'Espanya
El Crit d'Espanya fue un semanario editado en la ciudad española de Badalona entre 1920 y 1921.
De ideología tradicionalista, católica y catalanista, se inscribía en la fracción jaimista del tradicionalismo, opuestos al mellismo. Tenía por lema «Déu, Pàtria, Rei, Furs, Radicalisme, Intransigència, Noblesa i Sinceritat». Publicó un total de 23 números, con textos que empleaban tanto el catalán como el castellano.
Fue dirigido por Pere Mongay i Ferrer y entre sus colaboradores se encontraron nombres como los de Josep Calsina, Josep Figueras, J. Minguella, J. Pagès y Miquel Xicart.